# Lophotavia prunicolora
Lophotavia prunicolora är en fjärilsart som beskrevs av George Francis Hampson 1910. Lophotavia prunicolora ingår i släktet Lophotavia och familjen nattflyn. Inga underarter finns listade i Catalogue of Life.